# Lista över Burundis premiärministrar
Detta är en lista över Burundis regeringschefer från 26 januari 1961 till 12 juni 1998, samt från 2020 och framåt då premiärministerposten återinfördes efter att presidenten besatt rollen som regeringschef i 22 år.  
| Namn                  | Ämbetsperiod                       |
| --------------------- | ---------------------------------- |
| Joseph Cimpaye        | 26 januari – 28 september 1961     |
| Louis Rwagasore       | 28 september – 13 oktober 1961     |
| André Muhirwa         | 20 oktober 1961 – 10 juni 1963     |
| Pierre Ngendandumwe   | 18 juni 1963 – 6 april 1964        |
| Albin Nyamoya         | 6 april 1964 – 7 januari 1965      |
| Pierre Ngendandumwe   | 7 januari – 15 januari 1965        |
| Pié Masumbuko         | 15 januari – 26 januari 1965       |
| Joseph Bamina         | 26 januari – 30 september 1965     |
| Léopold Biha          | 13 oktober 1965 – 8 juli 1966      |
| Michel Micombero      | 11 juli – 28 november 1966         |
| Albin Nyamoya         | 15 juli 1972 – 13 oktober 1978     |
| Édouard Nzambimana    | 12 november 1976 – 13 oktober 1978 |
| Adrien Sibomana       | 19 oktober 1988 – 10 juli 1993     |
| Sylvie Kinigi         | 10 juli 1993 – 7 februari 1994     |
| Anatole Kanyenkiko    | 7 februari 1994 – 22 februari 1995 |
| Antoine Nduwayo       | 22 februari 1995 – 31 juli 1996    |
| Pascal-Firmin Ndimira | 31 juli 1996 – 12 juni 1998        |

| Namn                    | Ämbetsperiod             |
| ----------------------- | ------------------------ |
| Alain-Guillaume Bunyoni | juni 2020-september 2022 |
| Gervais Ndirakobuca     | september 2022−          |